# Lauren Stamile
Lauren Stamile (Tulsa, 12 settembre 1976) è un'attrice statunitense, nota per aver interpretato l'infermiera Rose nella serie Grey's Anatomy in onda sul canale ABC, Michelle Slater nella serie Community in onda su NBC e l'agente della CIA Dani Pearce nella serie Burn Notice in onda su USA Network.

## Biografia
La Stamile è nata a Tulsa, in Oklahoma, terza di cinque fratelli, da una famiglia di origini italiane. Durante l'adolescenza ha lavorato in diversi ristoranti e si è diplomata alla Cascia Hall Preparatory School. Il padre lavora come medico mentre la madre è infermiera. Si è laureata in teatro alla Northwestern University di Evanston, nell'Illinois, e poi si è trasferita a New York, per intraprendere la carriera di attrice. La Stamile è apparsa in spot pubblicitari per Old Spice, JC Penney, Summer's Eve, Tassimo e Volkswagen. Inoltre, ha recitato in un episodio del 2000 di The Drew Carey Show, per poi proseguire la carriera nella sitcom Off Center della WB.
Dopo la cancellazione dello show, ha avuto una serie di ruoli da ospite in diversi programmi televisivi, quali: Drop Dead Diva, Without a Trace, CSI: Miami, Cold Case, Boston Legal, Community, Grey's Anatomy, The Good Guys, Crossing Jordan, Tru Calling, The West Wing, Summerland e Scrubs. Ha anche recitato nel film tv Midnight Bayou del 2009, diretto da Ralph Hemecker. La Stamile si è poi unita al cast di Burn Notice per la quinta e la sesta stagione della serie. Fra i suoi lavori teatrali si ricordano: The Miser, Assassinio sul Nilo, Lion in Winter e Lounge Act .

### Vita privata
La Stamile ha sposato lo scrittore Randy Zamcheck nell'aprile 2009.

## Filmografia

### Televisione
- Law & Order - Unità vittime speciali (Law & Order: Special Victims Unit) – serie TV, episodio 1x06 (1999)
- The Drew Carey Show – serie TV, episodio 6x19 (2001)
- Off Centre – serie TV, 29 episodi (2001-2002)
- Senza traccia (Without a Trace) – serie TV, episodio 1x15 (2003)
- CSI: Miami – serie TV, episodio 1x21 (2003)
- Squadra Med - Il coraggio delle donne (Strong Medicine) – serie TV, episodio 4x13 (2003)
- West Wing - Tutti gli uomini del Presidente (West Wing) – serie TV, episodio 5x06 (2003)
- A casa con i tuoi (Married to the Kellys) – serie TV, episodio 1x16 (2004)
- Cold Case - Delitti irrisolti (Cold Case) – serie TV, episodio 1x19 (2004)
- Tru Calling – serie TV, episodio 1x20 (2004)
- Summerland – serie TV, episodio 1x04 (2004)
- Girlfriends – serie TV, episodio 5x01 (2004)
- Pazzi d'amore (Committed) – serie TV, episodi 1x12, 1x13 (2005)
- Crossing Jordan – serie TV, episodio 4x20 (2005)
- Close to Home - Giustizia ad ogni costo (Close to Home) – serie TV, episodio 1x06 (2005)
- Kitchen Confidential – serie TV, episodio 1x06 (2005)
- Boston Legal – serie TV, episodio 2x22 (2006)
- Numb3rs – serie TV, episodio 3x08 (2006)
- Criminal Minds – serie TV, episodio 2x10 (2006)
- Le regole dell'amore (Rules of Engagement) – serie TV, episodio 1x01 (2007)
- Heroes – serie TV, episodio 2x01 (2007)
- CSI: NY – serie TV, episodio 4x07 (2007)
- Scrubs - Medici ai primi ferri (Scrubs) – serie TV, episodio 7x06 (2007)
- Grey's Anatomy – serie TV, episodi 5x01-5x02 (2008)
- Nora Roberts - La palude della morte (Midnight Bayou), regia di Ralph Hemecker – film TV (2009)
- Community – serie TV, 4 episodi (2009-2010)
- La strana coppia (The Good Guys) – serie TV, episodio 1x02 (2010)
- Drop Dead Diva – serie TV, episodio 2x09 (2010)
- The Event – serie TV, episodio 1x01 (2010)
- Burn Notice - Duro a morire (Burn Notice) – serie TV, 14 episodi (2011-2012)
- The Secret Circle – serie TV, episodio 1x13 (2012)
- The Mentalist – serie TV, episodio 6x01 (2012)
- Scandal – serie TV, 3 episodi (2013-2014)
- CSI - Scena del crimine (CSI: Crime Scene Investigation) – serie TV, episodio 15x03 (2014)
- Workaholics – serie TV, episodio 5x13 (2015)
- CSI: Cyber – serie TV, episodio 2x05 (2015)
- Chicago Fire – serie TV, 5 episodi (2016)
- NCIS - Unità anticrimine (NCIS) – serie TV, episodio 15x03 (2017)
- Blindspot – serie TV, episodio 3x16 (2018)
- American Horror Story – serie TV, episodio 8x07 (2018)
- The Rookie – serie TV, episodio 1x11 (2019)
- Good Girls – serie TV, episodio 2x03 (2019)
- 9-1-1 – serie TV, episodi 2x16 e 2x18 (2019)
- Veronica Mars – serie TV, episodio 4x02 (2019)
- S.W.A.T. – serie TV, episodio 6x04 (2023)

## Doppiatrici italiane
Nelle versioni in italiano delle opere in cui ha recitato, Lauren Stamile è stata doppiata da:
- Cinzia Villari in Law & Order - Unità vittime speciali
- Emanuela Baroni in CSI: Miami
- Laura Boccanera in CSI: NY
- Laura Latini in Cold Case - Delitti irrisolti
- Laura Romano in Grey's Anatomy
- Francesca Fiorentini in Scrubs - Medici ai primi ferri
- Irene Scalzo in Community
- Elena Canone in Scandal (episodi 3x07, 3x13)
- Vanessa Giuliani in Scandal (episodio 3x12)
- Claudia Razzi in CSI - Scena del crimine
- Barbara Pitotti in 9-1-1
- Barbara Berengo Gardin in NCIS - Unità anticrimine